# Bologna Football Club 1909 2025-2026
Questa voce raccoglie le informazioni riguardanti il Bologna Football Club 1909 nelle competizioni ufficiali della stagione 2025-2026.

## Stagione
Nel 2025-2026 il Bologna fa la sua 79ª apparizione nella Serie A a girone unico, la 95ª totale, e l'11ª consecutiva, in massima divisione.
Dopo il trionfo nella Coppa Italia 2024-2025 e la conseguente qualificazione in Europa League, stante il 9º posto ottenuto in campionato, i felsinei si apprestano a disputare la loro seconda stagione consecutiva nel calcio internazionale. A dispetto di numerose voci su un suo possibile trasferimento, nel mese di maggio l'allenatore Vincenzo Italiano rinnova il suo contratto con la società emiliana (fino al 2027), continuando a sederne sulla panchina anche per quest'annata.

## Divise e sponsor
Per il venticinquesimo anno consecutivo lo sponsor tecnico per la stagione 2025-2026 è Macron. Il main sponsor è Saputo, al terzo anno consecutivo; il back sponsor, nonché top partner, per il sesto anno consecutivo è Selenella; lo sleeve sponsor è Lavoropiù, al settimo anno consecutivo.
Sulle divise di questa stagione il Bologna ha avuto il diritto di fregiare, dopo 51 anni (l'ultima volta era accaduto nella stagione 1974-1975), la coccarda italiana tricolore, come simbolo identificativo della vittoria della Coppa Italia 2024-2025. Tutte le maglie presentano inoltre gli oramai consuetudinari slogan su backneck – LO SQUADRONE CHE TREMARE IL MONDO FA – e sul retrocollo – WE ARE ONE.
La prima divisa si compone dei classici 4 pali alternati rossi e blu, separati in ciascuna della loro metà da sottili righe verticali del colore opposto, atti a rappresentare il filo di connessione tra club e le generazioni di tifosi; il kit viene completato da pantaloncini bianchi, con coulisse blu attraversato da una riga orizzontale rossa e da bande orizzontali rossoblù sui bordi, e da calzettoni blu con una riga rossa sul bordo superiore. La seconda divisa presenta il bianco come colore dominante, con le sottili righe verticali della prima divisa riportate nei colori opposti e righe platinate posizionate tra ogni coppia di righe rossoblù; il kit viene completato da pantaloncini blu, con la riga orizzontale rossa della versione home e da bande orizzontali rosse sui bordi, i calzettoni sono bianchi con la sezione del ginocchio di colore blu che presenta una riga rossa sul bordo superiore.
| Casa | Trasferta |

## Organigramma societario
- Chairman: Joey Saputo
- Amministratore delegato: Claudio Fenucci
- Consiglio di amministrazione: Luca Bergamini, Joe Marsilii, Anthony Rizza
- Collegio Sindacale: Francesco Catenacci, Renato Santini, Massimo Tamburini
- Direttore Amministrazione, Finanza e Controllo: Alessandro Gabrieli
- Amministrazione: Annalisa D'Amato, Roberta Dovesi, Marika Gagliardi, Antonella Nicolini, Maili Grilli, Giuseppe Terrasi
- Segretario generale: Luca Befani
- Segretario sportivo: Daniel Maurizi

Area organizzativa
- Segreteria organizzativa: Federica Orlandi
- Segreteria di Direzione: Michela Mengoli
- Ufficio acquisti: Claudia Magnani, Simona Verdecchia Tovoli
- Gestione personale: Daniela Fortini, Giuseppe Maselli
- Responsabile e Delegato sicurezza: Roberto Tassi
- Stadium Manager: Mirco Sandoni
- Custode stadio: Maurizio Savi, Blerim Met Hasani
- Servizi logistici e trasporti: Gianpaolo Benni, Guido Cassanelli
- Magazzinieri: Matteo Campagna, Nicola Capelli, Davide Nicolini
- Lavanderia: Loredana De Luca, Rita Gandolfi, Debora Roncarati

- Responsabile: Carlo Caliceti
- Comunicazione sportiva: Federico Frassinella, Gloria Gardini
- Responsabile BFC TV: Claudio Maria Cioffi
- BFC TV: Gianluca Ciraolo
- Social Media manager: Matteo Bulgarelli
- Area Digital: Stefano Leonardi

Area marketing
- Direttore: Christoph Winterling
- Sponsorship Sales Manager: Andrea Battacchi
- Sponsorship & Head of Corporate Sales Manager: Enrico Forni
- Head of Merchandising and Licensing: Tommaso Giaretta
- International Partnerships: Andrea Santoro
- Digital, Data & Product Innovation: Sahil Rikhye
- Senior Marketing: Chiara Targa
- Marketing: Giulia Ambrosini, Federica Furlan, Giorgia Landuzzi, Riccardo Simione
- Commerciale: Lisa Vergalli
- Sustainability Area: Veronica Pedrelli, Valentina Vanicore
- Segreteria: Laura Di Marzo Capozzi
- Responsabile biglietteria: Massimo Gabrielli
- Biglietteria: Nadia Guidotti, Arianna Pancaldi
- Centralino: Matteo Molinari

- Responsabile: Giovanni Sartori
- Direttore sportivo: Marco Di Vaio
- Sporting Liaison Director: Luca Saputo
- Allenatore: Vincenzo Italiano
- Allenatore in seconda: Daniel Niccolini
- Preparatori dei portieri: Antonio Rosati, Vincenzo Sicignano
- Match analyst: Stefano Firicano, Paolo Riela
- Data analyst: Luca Benedetti
- Preparatori atletici: Paolo Aiello, Mirko Balestracci, Piero Campo, Nicolò Prandelli, Ivano Tito
- Team manager: Tommaso Fini

Area sanitaria
- Responsabile: Gianni Nanni
- Medici sociali: Luca Bini, Giovanbattista Sisca
- Fisioterapisti: Luca Ghelli, Luca Govoni, Juan Manuel Parafita, Gianluca Scolaro, Simone Spelorzi

## Rosa
Rosa, ruoli e numerazione aggiornati al 20 agosto 2025.
| N. |                      | Ruolo | Calciatore                     |
| -- | -------------------- | ----- | ------------------------------ |
| 1  | Polonia (bandiera)   | P     | Łukasz Skorupski               |
| 2  | Svezia (bandiera)    | D     | Emil Holm                      |
| 3  | Austria (bandiera)   | D     | Stefan Posch                   |
| 4  | Italia (bandiera)    | C     | Tommaso Pobega                 |
| 5  | Serbia (bandiera)    | D     | Mihajlo Ilić                   |
| 6  | Croazia (bandiera)   | C     | Nikola Moro                    |
| 7  | Italia (bandiera)    | A     | Riccardo Orsolini              |
| 8  | Svizzera (bandiera)  | C     | Remo Freuler                   |
| 9  | Argentina (bandiera) | A     | Santiago Castro                |
| 10 | Italia (bandiera)    | A     | Federico Bernardeschi          |
| 13 | Italia (bandiera)    | P     | Federico Ravaglia              |
| 14 | Norvegia (bandiera)  | D     | Torbjørn Heggem                |
| 16 | Italia (bandiera)    | D     | Nicolò Casale                  |
| 17 | Italia (bandiera)    | A     | Ciro Immobile                  |
| 19 | Scozia (bandiera)    | C     | Lewis Ferguson (vice capitano) |
| 20 | Italia (bandiera)    | D     | Nadir Zortea                   |

| N. |                        | Ruolo | Calciatore                      |
| -- | ---------------------- | ----- | ------------------------------- |
| 21 | Danimarca (bandiera)   | A     | Jens Odgaard                    |
| 22 | Grecia (bandiera)      | D     | Charalampos Lykogiannīs         |
| 23 | Svezia (bandiera)      | A     | Jesper Karlsson                 |
| 24 | Paesi Bassi (bandiera) | A     | Thijs Dallinga                  |
| 25 | Italia (bandiera)      | P     | Massimo Pessina                 |
| 26 | Colombia (bandiera)    | D     | Jhon Lucumí                     |
| 28 | Italia (bandiera)      | A     | Nicolò Cambiaghi                |
| 29 | Italia (bandiera)      | D     | Lorenzo De Silvestri (capitano) |
| 30 | Argentina (bandiera)   | A     | Benjamín Domínguez              |
| 33 | Spagna (bandiera)      | D     | Juan Miranda                    |
| 41 | Rep. Ceca (bandiera)   | D     | Martin Vitík                    |
| 80 | Italia (bandiera)      | C     | Giovanni Fabbian                |
|    | Italia (bandiera)      | D     | Kevin Bonifazi                  |
|    | Italia (bandiera)      | D     | Tommaso Corazza                 |
|    | Polonia (bandiera)     | C     | Kacper Urbański                 |
|    | Nigeria (bandiera)     | A     | Orji Okwonkwo                   |

## Calciomercato

### Sessione estiva(dall'1/7 all'1/9)
| Acquisti         | Acquisti              | Acquisti          | Acquisti                                                             |
| R.               | Nome                  | da                | Modalità                                                             |
| ---------------- | --------------------- | ----------------- | -------------------------------------------------------------------- |
| D                | Torbjørn Heggem       | West Bromwich     | definitivo (7,5 milioni € + 1,5 milioni € bonus)                     |
| D                | Martin Vitík          | Sparta Praga      | definitivo (13 milioni € + 2 milioni € bonus)                        |
| D                | Nadir Zortea          | Cagliari          | definitivo (7,5 milioni €)                                           |
| C                | Tommaso Pobega        | Milan             | prestito oneroso (1 milione €) con obbligo di riscatto (7 milioni €) |
| A                | Federico Bernardeschi |                   | svincolato                                                           |
| A                | Ciro Immobile         |                   | svincolato                                                           |
| Altre operazioni |                       |                   |                                                                      |
| R.               | Nome                  | da                | Modalità                                                             |
| P                | Davide Franzini       | Piacenza          | fine prestito                                                        |
| P                | Thomas Gillier        |                   | svincolato                                                           |
| P                | Francesco Raffaelli   | Grosseto          | fine prestito                                                        |
| D                | Kevin Bonifazi        | Sassuolo          | fine prestito                                                        |
| D                | Nicolò Casale         | Lazio             | obbligo di riscatto esercitato (6,5 milioni €)                       |
| D                | Tommaso Corazza       | Salernitana       | fine prestito                                                        |
| D                | Mihajlo Ilić          | Partizan          | fine prestito                                                        |
| D                | Mattia Motolese       | Latina            | fine prestito                                                        |
| D                | Stefan Posch          | Atalanta          | fine prestito                                                        |
| D                | Joaquín Sosa          | Reggiana          | fine prestito                                                        |
| D                | Riccardo Stivanello   | Juventus Next Gen | fine prestito                                                        |
| C                | Andri Baldursson      | Elfsborg          | fine prestito                                                        |
| C                | Niklas Pyyhtiä        | Südtirol          | fine prestito                                                        |
| C                | Manuel Rosetti        | Sestri Levante    | fine prestito                                                        |
| C                | Kacper Urbański       | Monza             | fine prestito                                                        |
| A                | Gennaro Anatriello    | Trapani           | fine prestito                                                        |
| A                | Flavio Ferrari        | Avezzano          | fine prestito                                                        |
| A                | Jesper Karlsson       | Lecce             | fine prestito                                                        |
| A                | Andrea Mazia          | Varesina          | fine prestito                                                        |
| A                | Orji Okwonkwo         | Cittadella        | fine prestito                                                        |
| A                | Antonio Raimondo      | Salernitana       | fine prestito                                                        |

| Cessioni         | Cessioni            | Cessioni          | Cessioni                                         |
| R.               | Nome                | a                 | Modalità                                         |
| ---------------- | ------------------- | ----------------- | ------------------------------------------------ |
| P                | Nicola Bagnolini    | Gubbio            | prestito                                         |
| D                | Sam Beukema         | Napoli            | definitivo (31 milioni € + 3 milioni € bonus)    |
| D                | Davide Calabria     | Milan             | fine prestito                                    |
| D                | Martin Erlić        | Midtjylland       | definitivo (5 milioni € + 1 milione € bonus)     |
| C                | Michel Aebischer    | Pisa              | prestito con obbligo di riscatto (4,5 milioni €) |
| C                | Oussama El Azzouzi  | Auxerre           | prestito                                         |
| A                | Dan Ndoye           | Nottingham Forest | definitivo (42 milioni € + 5 milioni € bonus)    |
| A                | Estanis Pedrola     | Sampdoria         | fine prestito                                    |
| Altre operazioni |                     |                   |                                                  |
| R.               | Nome                | a                 | Modalità                                         |
| P                | Davide Franzini     | Bra               | prestito                                         |
| P                | Thomas Gillier      | CF Montréal       | prestito                                         |
| P                | Francesco Raffaelli | Ospitaletto       | prestito                                         |
| D                | Wisdom Amey         | Pianese           | prestito                                         |
| D                | Mattia Motolese     | Pro Patria        | prestito                                         |
| D                | Joaquín Sosa        | Ind. Santa Fe     | prestito                                         |
| D                | Riccardo Stivanello | Torres            | prestito                                         |
| C                | Andri Baldursson    | Kasımpaşa         | definitivo                                       |
| C                | Lorenzo Menegazzo   | Ravenna           | prestito                                         |
| C                | Niklas Pyyhtiä      | Modena            | prestito                                         |
| C                | Manuel Rosetti      | Carpi             | prestito                                         |
| A                | Gennaro Anatriello  | Potenza           | prestito                                         |
| A                | Gianmarco Cangiano  | Pescara           | obbligo di riscatto esercitato                   |
| A                | Tommaso Ebone       | Trento            | prestito                                         |
| A                | Andrea Mazia        |                   | svincolato                                       |
| A                | Antonio Raimondo    | Frosinone         | prestito                                         |
| A                | Tommaso Ravaglioli  | Campobasso        | prestito                                         |

## Risultati

### Serie A

#### Girone di andata
| Roma 23 agosto 2025, ore 20:45 CEST 1ª giornata | Roma | – referto | Bologna | Stadio Olimpico |

| Bologna 30 agosto 2025, ore 18:30 CEST 2ª giornata | Bologna | – referto | Como | Stadio Renato Dall'Ara |

| Milano 14 settembre 2025, ore 20:45 CEST 3ª giornata | Milan | – referto | Bologna | Stadio Giuseppe Meazza |

| Bologna 21 settembre 2025, ore --:-- CEST 4ª giornata | Bologna | – referto | Genoa | Stadio Renato Dall'Ara |

| Lecce 28 settembre 2025, ore --:-- CEST 5ª giornata | Lecce | – referto | Bologna | Stadio Via del mare |

| Bologna 5 ottobre 2025, ore --:-- CEST 6ª giornata | Bologna | – referto | Pisa | Stadio Renato Dall'Ara |

| Cagliari 19 ottobre 2025, ore --:-- CEST 7ª giornata | Cagliari | – referto | Bologna | Unipol Domus |

| Firenze 26 ottobre 2025, ore --:-- CEST 8ª giornata | Fiorentina | – referto | Bologna | Stadio Artemio Franchi |

| Bologna 29 ottobre 2025, ore --:-- CEST 9ª giornata | Bologna | – referto | Torino | Stadio Renato Dall'Ara |

| Parma 2 novembre 2025, ore --:-- CET 10ª giornata | Parma | – referto | Bologna | Stadio Ennio Tardini |

| Bologna 9 novembre 2025, ore --:-- CET 11ª giornata | Bologna | – referto | Napoli | Stadio Renato Dall'Ara |

| Udine 23 novembre 2025, ore --:-- CET 12ª giornata | Udinese | – referto | Bologna | Bluenergy Stadium |

| Bologna 30 novembre 2025, ore --:-- CET 13ª giornata | Bologna | – referto | Cremonese | Stadio Renato Dall'Ara |

| Roma 7 dicembre 2025, ore --:-- CET 14ª giornata | Lazio | – referto | Bologna | Stadio Olimpico |

| Bologna 14 dicembre 2025, ore --:-- CET 15ª giornata | Bologna | – referto | Juventus | Stadio Renato Dall'Ara |

| Verona 21 dicembre 2025, ore --:-- CET 16ª giornata | Verona | – referto | Bologna | Stadio Marcantonio Bentegodi |

| Bologna 28 dicembre 2025, ore --:-- CET 17ª giornata | Bologna | – referto | Sassuolo | Stadio Renato Dall'Ara |

| Milano 3 gennaio 2026, ore --:-- CET 18ª giornata | Inter | – referto | Bologna | Stadio Giuseppe Meazza |

| Bologna 6 gennaio 2026, ore --:-- CET 19ª giornata | Bologna | – referto | Atalanta | Stadio Renato Dall'Ara |

#### Girone di ritorno
| Como 11 gennaio 2026, ore --:-- CET 20ª giornata | Como | – referto | Bologna | Stadio Giuseppe Sinigaglia |

| Bologna 18 gennaio 2026, ore --:-- CET 21ª giornata | Bologna | – referto | Fiorentina | Stadio Renato Dall'Ara |

| Genova 25 gennaio 2025, ore --:-- CET 22ª giornata | Genoa | – referto | Bologna | Stadio Luigi Ferraris |

| Bologna 1º febbraio 2026, ore --:-- CET 23ª giornata | Bologna | – referto | Milan | Stadio Renato Dall'Ara |

| Bologna 8 febbraio 2026, ore --:-- CET 24ª giornata | Bologna | – referto | Parma | Stadio Renato Dall'Ara |

| Torino 15 febbraio 2026, ore --:-- CET 25ª giornata | Torino | – referto | Bologna | Stadio Olimpico Grande Torino |

| Bologna 22 febbraio 2026, ore --:-- CET 26ª giornata | Bologna | – referto | Udinese | Stadio Renato Dall'Ara |

| Pisa 1º marzo 2026, ore --:-- CET 27ª giornata | Pisa | – referto | Bologna | Stadio Arena Garibaldi-Romeo Anconetani |

| Bologna 8 marzo 2026, ore --:-- CET 28ª giornata | Bologna | – referto | Verona | Stadio Renato Dall'Ara |

| Reggio Emilia 15 marzo 2026, ore --:-- CET 29ª giornata | Sassuolo | – referto | Bologna | Mapei Stadium |

| Bologna 22 marzo 2026, ore --:-- CET 30ª giornata | Bologna | – referto | Lazio | Stadio Renato Dall'Ara |

| Cremona 4 aprile 2026, ore --:-- CEST 31ª giornata | Cremonese | – referto | Bologna | Stadio Giovanni Zini |

| Bologna 12 aprile 2026, ore --:-- CEST 32ª giornata | Bologna | – referto | Lecce | Stadio Renato Dall'Ara |

| Torino 19 aprile 2026, ore --:-- CEST 33ª giornata | Juventus | – referto | Bologna | Allianz Stadium |

| Bologna 26 aprile 2026, ore --:-- CEST 34ª giornata | Bologna | – referto | Roma | Stadio Renato Dall'Ara |

| Bologna 3 maggio 2026, ore --:-- CEST 35ª giornata | Bologna | – referto | Cagliari | Stadio Renato Dall'Ara |

| Napoli 10 maggio 2026, ore --:-- CEST 36ª giornata | Napoli | – referto | Bologna | Stadio Diego Armando Maradona |

| Bergamo 17 maggio 2026, ore --:-- CEST 37ª giornata | Atalanta | – referto | Bologna | Gewiss Stadium |

| Bologna 24 maggio 2026, ore --:-- CEST 38ª giornata | Bologna | – referto | Inter | Stadio Renato Dall'Ara |

### Coppa Italia

#### Fase finale
| Bologna 3-17 dicembre 2025, ore --:-- CET Ottavi di finale | Bologna | – | Sconosciuta | Stadio Renato Dall'Ara |

### UEFA Europa League

#### Fase campionato
| 24-25 settembre 2025, ore --:-- CEST 1ª giornata |  | – |  |  |

| 2 ottobre 2025, ore --:-- CEST 2ª giornata |  | – |  |  |

| 23 ottobre 2025, ore --:-- CEST 3ª giornata |  | – |  |  |

| 6 novembre 2025, ore --:-- CET 4ª giornata |  | – |  |  |

| 27 novembre 2025, ore --:-- CET 5ª giornata |  | – |  |  |

| 11 dicembre 2025, ore --:-- CET 6ª giornata |  | – |  |  |

| 22 gennaio 2026, ore --:-- CET 7ª giornata |  | – |  |  |

| 29 gennaio 2026, ore --:-- CET 8ª giornata |  | – |  |  |

### Supercoppa italiana
| 18-19 dicembre 2025, ore --:-- UTC+3 Semifinali | Bologna | – | Inter |  |

## Statistiche

### Statistiche di squadra
Statistiche aggiornate al 1º luglio 2025
| Competizione        | Punti | In casa | In casa | In casa | In casa | In casa | In casa | In trasferta | In trasferta | In trasferta | In trasferta | In trasferta | In trasferta | In campo neutro | In campo neutro | In campo neutro | In campo neutro | In campo neutro | In campo neutro | Totale | Totale | Totale | Totale | Totale | Totale | DR |
| Competizione        | Punti | G       | V       | N       | P       | Gf      | Gs      | G            | V            | N            | P            | Gf           | Gs           | G               | V               | N               | P               | Gf              | Gs              | G      | V      | N      | P      | Gf     | Gs     | DR |
| ------------------- | ----- | ------- | ------- | ------- | ------- | ------- | ------- | ------------ | ------------ | ------------ | ------------ | ------------ | ------------ | --------------- | --------------- | --------------- | --------------- | --------------- | --------------- | ------ | ------ | ------ | ------ | ------ | ------ | -- |
| Serie A             | 0     | 0       | 0       | 0       | 0       | 0       | 0       | 0            | 0            | 0            | 0            | 0            | 0            | 0               | 0               | 0               | 0               | 0               | 0               | 0      | 0      | 0      | 0      | 0      | 0      | 0  |
| Coppa Italia        | -     | 0       | 0       | 0       | 0       | 0       | 0       | 0            | 0            | 0            | 0            | 0            | 0            | 0               | 0               | 0               | 0               | 0               | 0               | 0      | 0      | 0      | 0      | 0      | 0      | 0  |
| Europa League       | 0     | 0       | 0       | 0       | 0       | 0       | 0       | 0            | 0            | 0            | 0            | 0            | 0            | 0               | 0               | 0               | 0               | 0               | 0               | 0      | 0      | 0      | 0      | 0      | 0      | 0  |
| Supercoppa italiana | -     | 0       | 0       | 0       | 0       | 0       | 0       | 0            | 0            | 0            | 0            | 0            | 0            | 0               | 0               | 0               | 0               | 0               | 0               | 0      | 0      | 0      | 0      | 0      | 0      | 0  |
| Totale              | -     | 0       | 0       | 0       | 0       | 0       | 0       | 0            | 0            | 0            | 0            | 0            | 0            | 0               | 0               | 0               | 0               | 0               | 0               | 0      | 0      | 0      | 0      | 0      | 0      | 0  |

### Andamento in campionato
| Giornata  | 1 | 2 | 3 | 4 | 5 | 6 | 7 | 8 | 9 | 10 | 11 | 12 | 13 | 14 | 15 | 16 | 17 | 18 | 19 | 20 | 21 | 22 | 23 | 24 | 25 | 26 | 27 | 28 | 29 | 30 | 31 | 32 | 33 | 34 | 35 | 36 | 37 | 38 |
| --------- | - | - | - | - | - | - | - | - | - | -- | -- | -- | -- | -- | -- | -- | -- | -- | -- | -- | -- | -- | -- | -- | -- | -- | -- | -- | -- | -- | -- | -- | -- | -- | -- | -- | -- | -- |
| Luogo     | T | C | T | C | T | C | T | T | C | T  | C  | T  | C  | T  | C  | T  | C  | T  | C  | T  | C  | T  | C  | C  | T  | C  | T  | C  | T  | C  | T  | C  | T  | C  | C  | T  | T  | C  |
| Risultato |   |   |   |   |   |   |   |   |   |    |    |    |    |    |    |    |    |    |    |    |    |    |    |    |    |    |    |    |    |    |    |    |    |    |    |    |    |    |
| Posizione |   |   |   |   |   |   |   |   |   |    |    |    |    |    |    |    |    |    |    |    |    |    |    |    |    |    |    |    |    |    |    |    |    |    |    |    |    |    |

Fonte:  Serie A TIM – Classifica, su legaseriea.it, Lega Serie A.
Legenda:

Luogo: C = Casa; T = Trasferta. Risultato: V = Vittoria; N = Pareggio; P = Sconfitta.

### Statistiche dei giocatori
Sono in corsivo i calciatori che hanno lasciato la squadra a stagione in corso.
| Giocatore       | Serie A  | Serie A | Serie A     | Serie A    | Coppa Italia | Coppa Italia | Coppa Italia | Coppa Italia | Europa League | Europa League | Europa League | Europa League | Supercoppa italiana | Supercoppa italiana | Supercoppa italiana | Supercoppa italiana | Totale   | Totale | Totale      | Totale     |
| Giocatore       | Presenze | Reti    | Ammonizioni | Espulsioni | Presenze     | Reti         | Ammonizioni  | Espulsioni   | Presenze      | Reti          | Ammonizioni   | Espulsioni    | Presenze            | Reti                | Ammonizioni         | Espulsioni          | Presenze | Reti   | Ammonizioni | Espulsioni |
| --------------- | -------- | ------- | ----------- | ---------- | ------------ | ------------ | ------------ | ------------ | ------------- | ------------- | ------------- | ------------- | ------------------- | ------------------- | ------------------- | ------------------- | -------- | ------ | ----------- | ---------- |
| F. Bernardeschi | -        | -       | -           | -          | -            | -            | -            | -            | -             | -             | -             | -             | -                   | -                   | -                   | -                   | -        | -      | -           | -          |
| N. Cambiaghi    | -        | -       | -           | -          | -            | -            | -            | -            | -             | -             | -             | -             | -                   | -                   | -                   | -                   | -        | -      | -           | -          |
| N. Casale       | -        | -       | -           | -          | -            | -            | -            | -            | -             | -             | -             | -             | -                   | -                   | -                   | -                   | -        | -      | -           | -          |
| S. Castro       | -        | -       | -           | -          | -            | -            | -            | -            | -             | -             | -             | -             | -                   | -                   | -                   | -                   | -        | -      | -           | -          |
| T. Dallinga     | -        | -       | -           | -          | -            | -            | -            | -            | -             | -             | -             | -             | -                   | -                   | -                   | -                   | -        | -      | -           | -          |
| L. De Silvestri | -        | -       | -           | -          | -            | -            | -            | -            | -             | -             | -             | -             | -                   | -                   | -                   | -                   | -        | -      | -           | -          |
| B. Domínguez    | -        | -       | -           | -          | -            | -            | -            | -            | -             | -             | -             | -             | -                   | -                   | -                   | -                   | -        | -      | -           | -          |
| G. Fabbian      | -        | -       | -           | -          | -            | -            | -            | -            | -             | -             | -             | -             | -                   | -                   | -                   | -                   | -        | -      | -           | -          |
| L. Ferguson     | -        | -       | -           | -          | -            | -            | -            | -            | -             | -             | -             | -             | -                   | -                   | -                   | -                   | -        | -      | -           | -          |
| R. Freuler      | -        | -       | -           | -          | -            | -            | -            | -            | -             | -             | -             | -             | -                   | -                   | -                   | -                   | -        | -      | -           | -          |
| E. Holm         | -        | -       | -           | -          | -            | -            | -            | -            | -             | -             | -             | -             | -                   | -                   | -                   | -                   | -        | -      | -           | -          |
| T. Heggem       | -        | -       | -           | -          | -            | -            | -            | -            | -             | -             | -             | -             | -                   | -                   | -                   | -                   | -        | -      | -           | -          |
| C. Immobile     | -        | -       | -           | -          | -            | -            | -            | -            | -             | -             | -             | -             | -                   | -                   | -                   | -                   | -        | -      | -           | -          |
| J. Lucumí       | -        | -       | -           | -          | -            | -            | -            | -            | -             | -             | -             | -             | -                   | -                   | -                   | -                   | -        | -      | -           | -          |
| C. Lykogiannīs  | -        | -       | -           | -          | -            | -            | -            | -            | -             | -             | -             | -             | -                   | -                   | -                   | -                   | -        | -      | -           | -          |
| J. Miranda      | -        | -       | -           | -          | -            | -            | -            | -            | -             | -             | -             | -             | -                   | -                   | -                   | -                   | -        | -      | -           | -          |
| N. Moro         | -        | -       | -           | -          | -            | -            | -            | -            | -             | -             | -             | -             | -                   | -                   | -                   | -                   | -        | -      | -           | -          |
| J. Odgaard      | -        | -       | -           | -          | -            | -            | -            | -            | -             | -             | -             | -             | -                   | -                   | -                   | -                   | -        | -      | -           | -          |
| R. Orsolini     | -        | -       | -           | -          | -            | -            | -            | -            | -             | -             | -             | -             | -                   | -                   | -                   | -                   | -        | -      | -           | -          |
| T. Pobega       | -        | -       | -           | -          | -            | -            | -            | -            | -             | -             | -             | -             | -                   | -                   | -                   | -                   | -        | -      | -           | -          |
| F. Ravaglia     | -        | -       | -           | -          | -            | -            | -            | -            | -             | -             | -             | -             | -                   | -                   | -                   | -                   | -        | -      | -           | -          |
| L. Skorupski    | -        | -       | -           | -          | -            | -            | -            | -            | -             | -             | -             | -             | -                   | -                   | -                   | -                   | -        | -      | -           | -          |
| M. Vitík        | -        | -       | -           | -          | -            | -            | -            | -            | -             | -             | -             | -             | -                   | -                   | -                   | -                   | -        | -      | -           | -          |
| N. Zortea       | -        | -       | -           | -          | -            | -            | -            | -            | -             | -             | -             | -             | -                   | -                   | -                   | -                   | -        | -      | -           | -          |